# Dexter Jackson
Dexter Jackson (Jacksonville, 25 novembre 1969) è un culturista statunitense.
Soprannominato The Blade, è il culturista più vincente nella storia della IFBB, avendo conquistato nel corso della sua carriera 29 trofei ufficiali tra cui il titolo di Mister Olympia nel 2008 e l'Arnold Classic in cinque occasioni (nelle edizioni 2005, 2006, 2008, 2013, 2015).
Ritenuto uno dei migliori culturisti della sua era e capace di mantenere un'eccellente condizione fisica per tutta la sua carriera, è uno dei quattro bodybuilder ad aver conquistato sia il titolo di Mr. Olympia che l'Arnold Classic assieme a Coleman, Cutler e Curry. È inoltre il quinto culturista più anziano ad aver vinto un titolo professionistico, dietro a Oriquen-Garcia, Aukland, Parisi e Beckles.

## Biografia
La prima gara ufficiale di Jackson è stata la "NPC Southern States Championship" del 1992, dove si piazzò terzo; le prime gare da professionista, invece, furono disputate nel 1999: più precisamente disputò l'Arnold Classic, il Night of Champions e il Mr. Olympia (dove si piazzò rispettivamente settimo, terzo e nono).
Nel 2005 ha preso parte come attore alla serie Sfida a tutto wrestling dove ha interpretato Trouble Nugget.
Al Mr. Olympia del 2007 si classificò terzo: sebbene larga parte della critica di settore considerò tale risultato il massimo piazzamento al quale avrebbe potuto mirare, l'anno successivo Jackson trionfò battendo il due volte campione Jay Cutler e si aggiudicò anche l'Arnold Classic. Sempre nel 2008 trionfa agli Australian Pro Grand Prix VIII, New Zealand Grand Prix e Russian Grand Prix (rispettivamente gran premi di Australia, Nuova Zelanda e Russia).
Comparso in molti articoli di fitness e body building, fra cui le copertina delle prestigiose riviste Flex e Muscolar Development, Jackson figura anche in diversi DVD fra cui Dexter Jackson: Unbreakable; l'artista hip hop Decagon gli ha dedicato una canzone, intitolata appunto Unbreakable.
Nel 2016, a Barcellona, si è aggiudicato l'Arnold Classic e nello stesso anno ha trionfato anche nella prima edizione del Mr. Olympia Europe.

## Lista delle gare disputate e piazzamenti
- 1992 NPC Southern States, pesi leggeri, 3°
- 1995 NPC USA Championships, pesi medi, 1°
- 1996 NPC Nationals, pesi medi, 6°
- 1998 North American Championships, pesi medi, 1° e vincitore dell'assoluto
- 1999 Arnold Classic, 7°
- 1999 Grand Prix England, 4°
- 1999 Night of Champions, 3°
- 1999 Mr. Olympia, 9°
- 1999 World Pro Championships, 4°
- 2000 Arnold Classic, 5°
- 2000 Grand Prix Hungary, 2°
- 2000 Ironman Pro Invitational, 3°
- 2000 Night of Champions, 8°
- 2000 Mr. Olympia, 9°
- 2000 Toronto Pro Invitational, 2°
- 2001 Arnold Classic, 5°
- 2001 Grand Prix Australia, 3°
- 2001 Grand Prix England, 4°
- 2001 Grand Prix Hungary, 3°
- 2001 Night of Champions, 2°
- 2001 Mr. Olympia, ultimo
- 2001 Toronto Pro Invitational, 2°
- 2002 Arnold Classic, 3°
- 2002 Grand Prix Australia, 2°
- 2002 Grand Prix Austria, 2°
- 2002 Grand Prix England, 1°
- 2002 Grand Prix Holland, 3°
- 2002 Mr. Olympia, 4°
- 2002 San Francisco Pro Invitational, 3°
- 2002 Show of Strength Pro Championship, 6°
- 2003 Arnold Classic, 4°
- 2003 Maximum Pro Invitational, 3°
- 2003 Mr. Olympia, 3°
- 2003 San Francisco Pro Invitational, 3°
- 2003 Show of Strength Pro Championship, 1°
- 2004 Arnold Classic, 3°
- 2004 Grand Prix Australia, 1°
- 2004 Ironman Pro Invitational, 1°
- 2004 Mr. Olympia, 4°
- 2004 San Francisco Pro Invitational, 1°
- 2005 Arnold Classic, 1°
- 2005 San Francisco Pro Invitational, 2°
- 2006 Arnold Classic, 1°
- 2006 Mr. Olympia, 4°
- 2007 Arnold Classic, 2°
- 2007 Mr. Olympia, 3°
- 2008 Arnold Classic, 1°
- 2008 IFBB Australian Pro Grand Prix VIII, 1°
- 2008 IFBB New Zealand Grand Prix, 1°
- 2008 IFBB Russian Grand Prix, 1°
- 2008 Mr. Olympia, 1°
- 2009 Mr. Olympia, 3°
- 2010 Arnold Classic, 4°
- 2010 IFBB Australian Pro Grand Prix, 2°
- 2010 Mr. Olympia, 4°
- 2013 Arnold Classic, 1°
- 2013 EVLS Prague Pro, 2°
- 2014 EVLS Prague Pro, 2°
- 2015 Mr. Olympia, 2°
- 2015 Arnold Classic, 1°
- 2015 EVLS Prague Pro, 1°
- 2016 New York Pro, 1°
- 2016 Mr. Olympia, 3°
- 2016 Arnold Classic Europe, 1°
- 2016 Kuwait Pro, 2°
- 2016 EVLS Prague Pro, 3°
- 2016 Mr. Olympia Europe, 1°
- 2017 Mr. Olympia, 4°
- 2017 EVLS Prague Pro, 3°
- 2018 Arnold Classic, 2°
- 2019 Tampa Pro, 1º
- 2019 Mr. Olympia, 4°
- 2020 Arnold Classic, 2º
- 2020 Mr Olympia, 9°